# San Martino in Rio
San Martino in Rio ist eine italienische Gemeinde (comune) mit 8237 Einwohnern (Stand 31. Dezember 2023) in der Provinz Reggio Emilia in der Emilia-Romagna. Die Gemeinde liegt etwa 12,5 Kilometer ostnordöstlich von Reggio nell’Emilia und etwa 15,5 Kilometer nordwestlich von Modena. San Martino in Rio grenzt unmittelbar an die Provinz Modena.

## Geschichte
Unter Sigismund d’Este gelangte San Martino (damals San Martino d’Este) zu gewisser regionaler Bedeutung, bis mit dem Aussterben der Familie die Gegend unter die Herrschaft des Herzogs von Modena gelangte.

## Wirtschaft
Der Landmaschinenhersteller ARGO produziert im Ort Traktoren der Marken Landini und McCormick.